# Pat Metheny
Patrick Bruce (Pat) Metheny (Lee's Summit (Missouri), 12 augustus 1954) is een Amerikaanse jazzgitarist. Hij had in 1985 samen met David Bowie een grote hit met het nummer This is not America. Metheny heeft met bassist Charlie Haden verschillende projecten gedaan, zoals '80/81' en 'Beyond the Missouri Sky'.

## Biografie
Met 18 jaar was Metheny de jongste docent aan de Universiteit van Miami in Coral Gables. Op zijn 19e werd hij docent aan het Berklee College of Music in Boston, Massachusetts, en was ook daar de jongste docent ooit. (Jaren later, in 1996, verkreeg hij er een eredoctoraat.)
Al in 1975 was Metheny's muzikale ster rijzende toen hij op zijn 21ste de succesvolle plaat "Bright Size Life" opnam met de bassist Jaco Pastorius. Hij speelde toen al in de band van vibrafonist Gary Burton. Met pianist Lyle Mays nam hij in 1977 de plaat "Watercolors" op waarna ze samen de "Pat Metheny Group" oprichtten en een plaat maakten onder dezelfde naam voor ECM Records Metheny en Mays vormen tot de dag van vandaag het hart van de band die tot op heden 10 Grammy's in de wacht heeft gesleept.
Metheny heeft meerdere solo-, duet-, trio- en kwartetopnames gemaakt met onder anderen Jim Hall, Dave Holland, Roy Haynes, Gary Burton, Chick Corea, Charlie Haden, John Scofield, Jack DeJohnette, Herbie Hancock, Bill Stewart, Ornette Coleman, Brad Mehldau en vele anderen, onder wie minimal music-componist Steve Reich.
Diverse samenwerkingen is hij aangegaan in verschillende muziekstijlen en ook als componist is hij actief (bijvoorbeeld met Song X van Ornette Coleman).
Pat Metheny treedt al meer dan 30 jaar op en geeft 120 tot 240 concerten per jaar. Hij heeft meer dan 400 nummers geschreven.

## Muziek
Pat Metheny is muzikaal lastig te categoriseren.
In zijn gitaarspel zijn de jazz-roots de ene keer overduidelijk aanwezig, terwijl hij het volgende moment weer een zeer folkachtige of zelfs dissonante stijl aan de dag legt. In zijn composities zijn vooral de klassieke en folk-invloeden hoorbaar.
Pat Metheny speelt voornamelijk op een Ibanez-jazzgitaar (uit de Ibanez PM serie) die zijn Gibson model vervangt. Het signaal van deze gitaar wordt opgesplitst in drie tot vier signalen waarvan er twee door een tweetal (voor ieder signaal een) Lexicon Primetime 2 delay units worden gestuurd, een rechtstreeks naar de versterker gaat en soms een als DI naar de mengtafel wordt gestuurd. Het signaal uit de Lexicon units wordt naar aparte speakers gestuurd zodat zijn geluid uit drie speakers komt. Een droog signaal, twee vertraagde signalen. Hierdoor wordt het geluid aangedikt en van een natuurlijke (zeer lichte) chorus voorzien.
Daarnaast is er het karakteristieke geluid van zijn Roland GR-300 gitaarsynthesizer waar Metheny's sound door wordt bepaald. Metheny is een van de weinige gitaristen ter wereld die nu nog steeds gebruikmaakt van dit apparaat. Op composities als "Are You Going With Me" is dit instrument prominent en aangrijpend aanwezig. Het geluid lijkt meer op een synthesizer of een blazer en Metheny heeft al vaker aangegeven meer als een trompettist te denken bij het bespelen van zijn GR300 dan als een gitarist.
Van zijn GR-300 heeft hij ook een gemodificeerde versie, voorzien van een bedieningspaneel om de NED Synclavier-synthesizer mee te bedienen. Het signaal van deze gitaar wordt gebruikt om de Synclavier te kunnen bespelen. Op deze manier kan Metheny het geluid van een gitaar, zijn GR300-unit en de synclavier mixen. Deze gitaar gebruikt hij in stukken zoals Beat 70, Half life of absolution en The roots of coincidence.
Sinds 2016 speelt Metheny voornamelijk op de Sisterhood Series gitaar, speciaal voor hem ontworpen en gebouwd door de Nederlandse gitaarbouwer Daniel Slaman. Deze gitaar bespeelt hij sindsdien ook tijdens zijn tournees.
Metheny experimenteert vaak en graag met een grote diversiteit aan exotische (snaar)instrumenten, zowel live als in de studio. Hij maakt onder andere gebruik van de Coral Sitar-gitaar (te horen in het nummer Last Train Home), twaalfsnarige gitaren (te horen in nummers als San Lorenzo en The Way Up Opening), diverse soprano- (te horen in In her Family en Letter from Home) en baritongitaren (de enige gebruikte gitaar op zijn album One Quiet Night), een fretloze akoestische gitaar (te horen in het stuk Imaginary Day), en tevens een 42-snarige gitaar, de Pikasso, ontworpen door Luthier Linda Manzer.

## Discografie

### Albums
| Album met eventuele hitnotering(en) in de Nederlandse Album Top 100 | Datum van verschijnen | Datum van binnenkomst | Hoogste positie | Aantal weken | Opmerkingen                                      |
| ------------------------------------------------------------------- | --------------------- | --------------------- | --------------- | ------------ | ------------------------------------------------ |
| Bright size life                                                    | 1975                  | -                     |                 |              |                                                  |
| Watercolors                                                         | 1977                  | -                     |                 |              |                                                  |
| Pat Metheny Group                                                   | 1978                  | -                     |                 |              | als Pat Metheny Group                            |
| New Chautauqua                                                      | 1979                  | -                     |                 |              |                                                  |
| An hour with Pat Metheny                                            | 1979                  | -                     |                 |              |                                                  |
| American garage                                                     | 1980                  | -                     |                 |              | als Pat Metheny Group                            |
| 80/81                                                               | 1980                  | -                     |                 |              |                                                  |
| As falls wichita, So falls wichita falls                            | 1980                  | -                     |                 |              | met Lyle Mays                                    |
| Offramp                                                             | 1981                  | -                     |                 |              | als Pat Metheny Group                            |
| Travels                                                             | 1982                  | -                     |                 |              | Livealbum                                        |
| Live                                                                | 1982                  | -                     |                 |              | Livealbum                                        |
| Rejoicing                                                           | 1983                  | -                     |                 |              |                                                  |
| First circle                                                        | 1984                  | -                     |                 |              | als Pat Metheny Group                            |
| The falcon and the snowman                                          | 1984                  | -                     |                 |              | als Pat Metheny Group / Soundtrack               |
| Song X                                                              | 1985                  | -                     |                 |              |                                                  |
| Still life (Talking)                                                | 1987                  | -                     |                 |              | als Pat Metheny Group                            |
| Letter from home                                                    | 1989                  | -                     |                 |              | als Pat Metheny Group                            |
| Question and answer                                                 | 1989                  | -                     |                 |              |                                                  |
| Works I                                                             | 1991                  | -                     |                 |              |                                                  |
| Works II                                                            | 1991                  | -                     |                 |              |                                                  |
| Secret story                                                        | 1992                  | -                     |                 |              |                                                  |
| Under fire                                                          | 1992                  | -                     |                 |              |                                                  |
| Zero tolerance for silence                                          | 1992                  | -                     |                 |              |                                                  |
| I can see your house from here                                      | 1993                  | -                     |                 |              | met John Scofield                                |
| The road to you: Recorded live in Europe                            | 1993                  | -                     |                 |              | als Pat Metheny Group / Livealbum                |
| Dream teams                                                         | 1994                  | -                     |                 |              |                                                  |
| We live here                                                        | 1994                  | -                     |                 |              | als Pat Metheny Group                            |
| This world                                                          | 1996                  | -                     |                 |              | Livealbum                                        |
| The sign of 4                                                       | 1996                  | -                     |                 |              |                                                  |
| Quartet                                                             | 1996                  | -                     |                 |              | als Pat Metheny Group                            |
| Imaginary day                                                       | 1997                  | -                     |                 |              | als Pat Metheny Group                            |
| Passaggio per il paradiso                                           | 1998                  | -                     |                 |              | Soundtrack                                       |
| All the things you are                                              | 1999                  | -                     |                 |              | Livealbum                                        |
| A map of the world                                                  | 1999                  | -                     |                 |              | Soundtrack                                       |
| Trio 99>00                                                          | 2000                  | -                     |                 |              |                                                  |
| Trio live                                                           | 2000                  | -                     |                 |              | Livealbum                                        |
| Move to the groove                                                  | 2001                  | -                     |                 |              |                                                  |
| Parallel universe                                                   | 2001                  | -                     |                 |              |                                                  |
| A sassy samba                                                       | 2001                  | -                     |                 |              |                                                  |
| Speaking of now                                                     | 2002                  | -                     |                 |              | als Pat Metheny Group                            |
| Sassy samba                                                         | 2002                  | -                     |                 |              |                                                  |
| One quiet night                                                     | 2003                  | -                     |                 |              |                                                  |
| Selected recordings                                                 | 2004                  | -                     |                 |              | Verzamelalbum                                    |
| The way up                                                          | 2005                  | 05-02-2005            | 68              | 4            | als Pat Metheny Group                            |
| Au lait                                                             | 2005                  | -                     |                 |              |                                                  |
| The bat                                                             | 2005                  | -                     |                 |              |                                                  |
| Metheny Mehldau                                                     | 2006                  | 14-10-2006            | 96              | 1            | met Brad Mehldau                                 |
| Metheny Mehldau Quartet                                             | 2007                  | -                     |                 |              |                                                  |
| Day trip                                                            | 2008                  | -                     |                 |              | met Christian McBride                            |
| Tokyo day trip                                                      | 2008                  | -                     |                 |              | met Christian McBride                            |
| Upojenie                                                            | 2008                  | -                     |                 |              | met Anna Maria Jopek                             |
| Quartet Live                                                        | 2009                  | -                     |                 |              | met Gary Burton                                  |
| Orchestrion                                                         | 29-01-2010            | 06-02-2010            | 45              | 2            |                                                  |
| Unity band                                                          | 08-06-2012            | 16-06-2012            | 86              | 1            | met Chris Potter, Ben Williams & Antonio Sanchez |

| Album met hitnotering(en) in de Vlaamse Ultratop 200 albums | Datum van verschijnen | Datum van binnenkomst | Hoogste positie | Aantal weken | Opmerkingen                                      |
| ----------------------------------------------------------- | --------------------- | --------------------- | --------------- | ------------ | ------------------------------------------------ |
| The way up                                                  | 2005                  | 19-02-2005            | 84              | 1            | als Pat Metheny Group                            |
| Metheny Mehldau                                             | 2006                  | 14-10-2006            | 88              | 1            | met Brad Mehldau                                 |
| Orchestrion                                                 | 2010                  | 20-02-2010            | 90              | 1            |                                                  |
| Unity band                                                  | 2012                  | 23-06-2012            | 192             | 1*           | met Chris Potter, Ben Williams & Antonio Sanchez |
| Road to the sun                                             | 2021                  | 12-03-2021            | 184             | 1*           |                                                  |

### Singles
| Single met eventuele hitnotering(en) in de Nederlandse Top 40 | Datum van verschijnen | Datum van binnenkomst | Hoogste positie | Aantal weken | Opmerkingen                                                          |
| ------------------------------------------------------------- | --------------------- | --------------------- | --------------- | ------------ | -------------------------------------------------------------------- |
| Two folk songs                                                | 1981                  | -                     |                 |              |                                                                      |
| This is not America                                           | 1985                  | 09-02-1985            | 1(2wk)          | 11           | als Pat Metheny Group / met David Bowie / Nr. 1 in de Single Top 100 |

| Single met hitnotering(en) in de Vlaamse Ultratop 50 | Datum van verschijnen | Datum van binnenkomst | Hoogste positie | Aantal weken | Opmerkingen                                                          |
| ---------------------------------------------------- | --------------------- | --------------------- | --------------- | ------------ | -------------------------------------------------------------------- |
| This is not America                                  | 1985                  | -                     |                 |              | als Pat Metheny Group / met David Bowie / Nr. 2 in de Radio 2 Top 30 |

### NPO Radio 2 Top 2000
| Nummer met noteringen in de NPO Radio 2 Top 2000 | '00 | '01 | '02  | '03  | '04  | '05  | '06  | '07  | '08  | '09  | '10  | '11  | '12  | '13  | '14 | '15  | '16 | '17 | '18  | '19  | '20  | '21  | '22  | '23  | '24  |
| ------------------------------------------------ | --- | --- | ---- | ---- | ---- | ---- | ---- | ---- | ---- | ---- | ---- | ---- | ---- | ---- | --- | ---- | --- | --- | ---- | ---- | ---- | ---- | ---- | ---- | ---- |
| This Is Not America (met David Bowie)            | 623 | 905 | 1253 | 1284 | 1263 | 1629 | 1594 | 1751 | 1491 | 1854 | 1378 | 1373 | 1363 | 1038 | 973 | 1199 | 491 | 919 | 1067 | 1163 | 1160 | 1220 | 1339 | 1383 | 1560 |

1. ↑  Een vetgedrukt getal geeft de hoogste notering aan.
2. ↑  2000 was het eerste jaar met een notering voor dit nummer.

### Dvd's
| Dvd's met hitnoteringen in de Nederlandse DVD Music Top 30 | Datum van verschijnen | Datum van binnenkomst | Hoogste positie | Aantal weken | Opmerkingen |
| ---------------------------------------------------------- | --------------------- | --------------------- | --------------- | ------------ | ----------- |
| The unity sessions                                         | 2015                  | 26-09-2015            | 10              | 3            |             |